# Kanton Esmeraldas
Der Kanton Esmeraldas befindet sich in der Provinz Esmeraldas im Nordwesten von Ecuador. Er besitzt eine Fläche von 1350 km². Im Jahr 2022 lag die Einwohnerzahl bei rund 211.800. Verwaltungssitz des Kantons ist die Provinzhauptstadt Esmeraldas mit 154.035 Einwohnern (Stand 2010). Der Kanton Esmeraldas wurde 1824 eingerichtet.

## Lage
Der Kanton Esmeraldas liegt an der Pazifikküste westzentral in der Provinz Esmeraldas. Der Kanton reicht etwa 40 km ins Landesinnere. Der Unterlauf des Río Esmeraldas durchquert den Kanton in nordnordwestlicher Richtung und mündet bei der Stadt Esmeraldas ins Meer. Die E15 (San Lorenzo–Manta) verläuft entlang der Pazifikküste. Die E20 führt von Esmeraldas entlang dem Río Esmeraldas nach Santo Domingo de los Colorados.
Der Kanton Esmeraldas grenzt im Osten an den Kanton Rioverde, im Süden an den Kanton Quinindé, im Südwesten an den Kanton Muisne sowie im Westen an den Kanton Atacames.

## Verwaltungsgliederung
Der Kanton Esmeraldas ist in die Parroquias urbanas („städtisches Kirchspiel“)
- 5 de Agosto (der 5. August 1820 ist ein wichtiges Datum für die Unabhängigkeit Ecuadors)
- Bartolomé Ruiz (Namensgeber Bartolomé Ruiz; Namensänderung am 31. Oktober 1955; vorheriger Name: César Franco Carrión)
- Esmeraldas
- Luis Tello (Las Palmas)
- Simón Plata Torres

und in die Parroquias rurales („ländliches Kirchspiel“)
- Camarones
- Chinca
- Coronel Carlos Concha Torres
- Majua
- San Mateo
- Tabiazo
- Tachina
- Vuelta Larga

gegliedert.

## Geschichte
Am 21. November 1991 wurde der Kanton Atacames aus dem Kanton Esmeraldas herausgelöst.
Entwicklung der Einwohnerzahl im Kanton Esmeraldas bei landesweiten Volkszählungen zum jeweiligen Gebietsstand:
| Jahr                    | Einwohner | +/-    |
| ----------------------- | --------- | ------ |
| 1950                    | 54.937    | –      |
| 1962                    | 79.504    | 44,7 % |
| 1974                    | 102.951   | 29,5 % |
| 1982                    | 140.513   | 36,5 % |
| 1990                    | 173.470   | 23,5 % |
| 2001                    | 157.792   | −9 %   |
| 2010                    | 189.504   | 20,1 % |
| 2022                    | 211.848   | 11,8 % |
| Datenherkunft: Wikidata |           |        |